# Penisola Sakellari
La penisola Sakellari (67°10′S 49°15′E) è una grande penisola completamente coperta dai ghiacci situata tra la baia di Amundsen e la baia di Casey, nella Terra di Enderby, in Antartide.

## Storia
La formazione fu fotografata per la prima volta nel 1956 durante una spedizione del programma Australian National Antarctic Research Expeditions (ANARE), 1955-58, e poi durante la prima spedizione sovietica in Antartide dalla nave Lena nel 1957; proprio dai membri di quest'ultima fu battezzata con il nome attuale in onore di Nikolai Sakellari, scienziato e navigatore sovietico.